# Solar Millennium
Die Solar Millennium AG war ein 1998 in Erlangen gegründetes und seit Dezember 2011 insolventes deutsches Unternehmen, das auf die Projektierung und Realisierung solarthermischer Kraftwerke spezialisiert war. Die Solar Millennium verstand sich als Technologie- und Dienstleistungsunternehmen. Die Haupttätigkeiten waren Standortsuche, Projektentwicklung, Planung, Konzeptionierung und Bau von Parabolrinnenkraftwerken. Im Dezember 2011 gab das Unternehmen seinen Insolvenzantrag beim Amtsgericht Fürth bekannt; die Solar Millennium wurde in der Folge abgewickelt.

## Geschichte

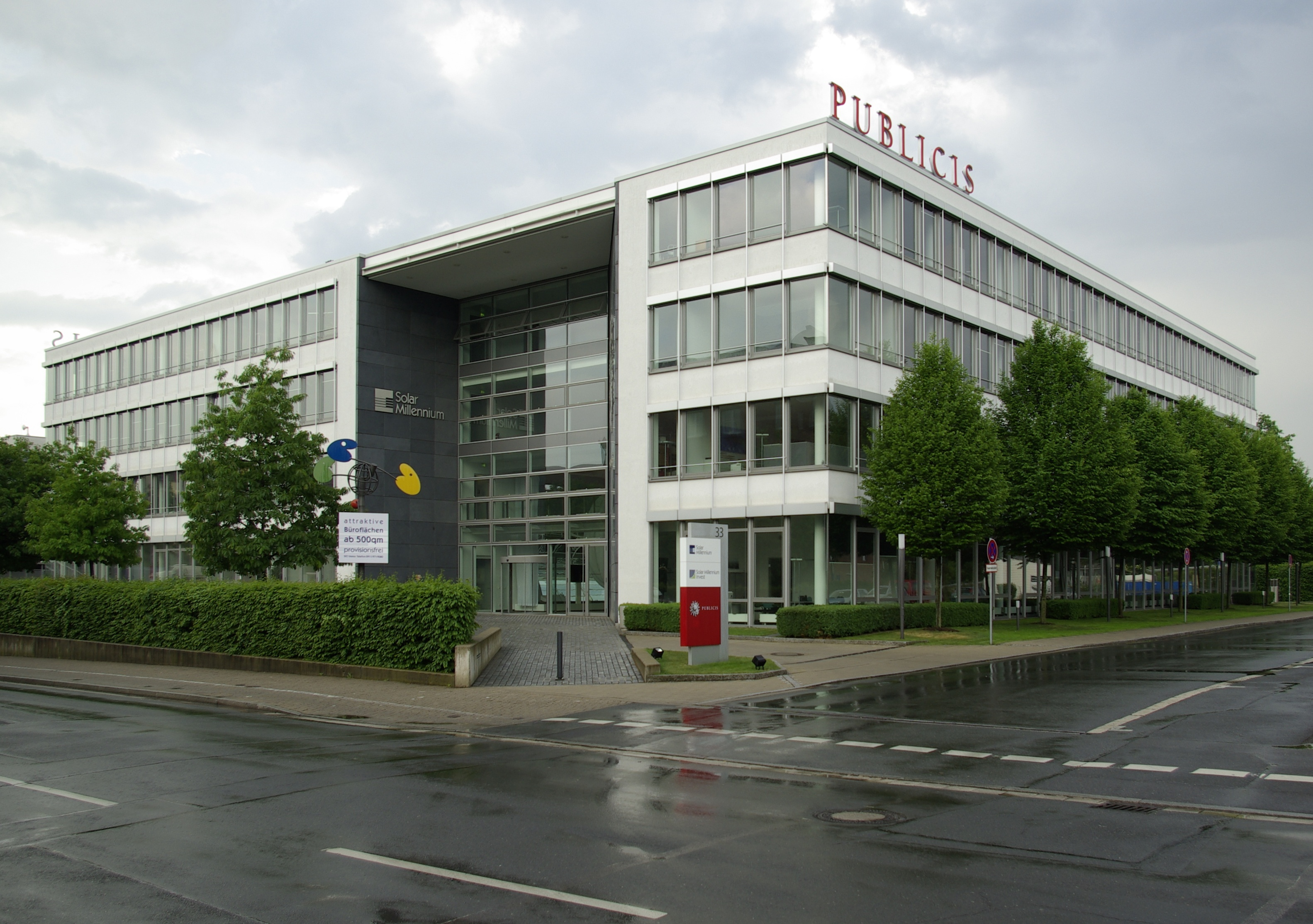
Hauptsitz von Solar Millennium in Erlangen, 2012

Die Gründung des Unternehmens erfolgte im Oktober 1998 als Solar Century Management GmbH. Diese wurde im März 1999 in Solar Millennium GmbH umbenannt. Die Aktiengesellschaft entstand durch Umwandlung im Juni 1999.
Zum 1. Januar 2010 wurde Utz Claassen, ehemals Vorstandsvorsitzender bei EnBW, einem der größten Energieunternehmen in Deutschland, Vorstandsvorsitzender bei Solar Millennium, legte aber bereits am 15. März 2010 sein Amt überraschend nieder.
Das Unternehmen kündigte am 17. August 2011 an, bei dem geplanten Solarkraftwerk Blythe in Kalifornien aus Kostengründen auf herkömmliche Photovoltaikmodule zu setzen. Diese und andere negative Meldungen hatten einen Kursabsturz der Aktie um 60 % zur Folge, im weiteren Verlaufe dann um 90 %. Am 10. Oktober 2011 wurde bekannt, dass die Solar Millennium AG plante, das gesamte USA-Engagement an die Solarhybrid AG zu verkaufen, die dort PV-Anlagen bauen sollte. Das Unternehmen sollte an den Gewinnen aus der Kraftwerksrealisierung beteiligt werden.
Eine Anleihe mit Gesamtvolumen von 100 Millionen Euro, deren Verwendung hauptsächlich für das Großkraftwerk in Blythe geplant war, wurde Mitte September 2011 gestoppt, weil die neuesten Entwicklungen in einem Nachtrag zum Emissionsprospekt abgebildet werden mussten. Da für das Geschäftsjahr 2012 die liquiden Mittel nicht ausreichten, um die fälligen Verbindlichkeiten zu decken, war Solar Millennium deswegen auf zusätzliche Bankkredite angewiesen.
Am 21. Dezember 2011 gab das Unternehmen bekannt, beim Amtsgericht Fürth Insolvenzantrag gestellt zu haben. Zuvor hätten unter anderem in Zusammenhang mit dem USA-Engagement wichtige Verkaufsverträge nicht abgeschlossen werden können. Am 28. Februar 2012 wurde das Insolvenzverfahren eröffnet.
2013 wurde in Medienberichten der Vermögensschaden für die rund 30.000 Anleger, Aktionäre und Anleihegläubiger mit 200 Millionen Euro beziffert.
Im Sommer 2015 wurde bekanntgegeben, dass aus der Insolvenzmasse rund 25 Millionen Euro an die Gläubiger ausgezahlt würden.
Weitere 10,6 Millionen Euro wurden im Herbst 2019 an die Gläubiger ausgezahlt.

## Projekte
Das erste realisierte Großkraftwerksprojekt war der Komplex Andasol, der aus drei unmittelbar benachbarten, im Wesentlichen baugleichen Parabolrinnenkraftwerken Andasol 1 bis 3 in Südspanien besteht.
Ab Juni 2006 wurde auf der Hochebene von Guadix in Andalusien das Parabolrinnenkraftwerk „Andasol 1“ errichtet. Andasol 1 lief ab Oktober 2008 im Testbetrieb und ging im Dezember 2008 ans Netz. Es wurde allerdings erst im Juli 2009 offiziell eingeweiht, da die Stromabgabe vorher noch nicht im vollständig genehmigten Regelbetrieb erfolgte. Andasol 1 ist das erste Parabolrinnenkraftwerk in Europa. Ein praktisch baugleiches weiteres Parabolrinnen-Kraftwerk „Andasol 2“ entstand unmittelbar neben Andasol 1 auf der Hochebene von Guadix; die Bauarbeiten begannen hier im Februar 2007, und das Kraftwerk befindet sich seit 2009 am Netz. Noch vor Fertigstellung dieses Kraftwerks begannen die Bauarbeiten am Parabolrinnen-Kraftwerk „Andasol 3“, das im Herbst 2011 seinen Betrieb aufgenommen hat. Seit der Inbetriebnahme des dritten Kraftwerks versorgen die Parabolrinnenanlagen Andasol 1 bis 3 mit jeweils rund 500.000 m² Kollektorfläche insgesamt rund 500.000 Menschen mit Solarstrom. Mittlerweile hat das Unternehmen alle eigenen Anteile an Andasol 1 und Andasol 2 an andere Konsortien verkauft. Andasol 3 wurde gemeinsam finanziert von Solar Millennium, Stadtwerke München, RWE Innogy, RheinEnergie und Ferrostaal. Das Kraftwerk wurde am 30. September 2011 offiziell eingeweiht.
Für die Initiierung und Entwicklung der Parabolrinnenkraftwerke Andasol 1 bis 3 erhielt die Solar Millennium AG 2008 die mit 10.000 Euro dotierte Auszeichnung Energy Globe Award in der Kategorie „Feuer“.
Mit den Kraftwerken Ibersol und Arenales – Leistung jeweils 50 MW – verfolgte die Solar Millennium AG weitere Projekte in Spanien. Die Realisierung des Projektes Ibersol scheint aber fraglich, da der Zeitrahmen zu kurz (Fertigstellung bis Ende 2013) und die Finanzierung deshalb ungesichert ist. Am Projekt Arenales (zurzeit im Bau, Fertigstellung spätestens Ende 2013) hat das Unternehmen bereits den größten Teil verkauft und ist nur noch zu 26 % beteiligt, allerdings ist das Projekt überwiegend fremdfinanziert.
Im Dezember 2008 wurde mit dem Bau eines Parabolrinnen-Solarfeldes in Ägypten begonnen. Solar Millennium war hier allerdings nur im Rahmen der Projektierung beteiligt. Dieses Solarfeld ist Teil des südlich von Kairo errichteten Hybridkraftwerkes, das von der ägyptischen Regierung ausgeschrieben worden war und sowohl solarthermische Energie als auch Erdgas nutzen soll. Im Dezember 2010 wurde im Rahmen der Inbetriebnahme das gesamte Solarfeld erstmals zur Sonne ausgerichtet und die Wärmeenergie in den Wärmetauscher des Kraftwerks eingespeist. Die Stromproduktion und -einspeisung ins ägyptische Stromnetz startete im Juni 2011. Die Leistung des Solarfeldes liegt nach Eigenangabe der Firma Solar Millennium bislang deutlich (8 %) über den Erwartungen.
Im Herbst 2010 genehmigte die US-Regierung den Bau eines großen Solarkraftwerks in Kalifornien. Das Unternehmen wollte ursprünglich hier mit insgesamt vier solarthermischen Anlagen mit einer Gesamtleistung von rund 1000 Megawatt den größten Solarenergiestandort der Welt realisieren. Entstehen sollte das Projekt in der Mojave-Wüste in der Nähe von Blythe. Das Unternehmen musste weitere Investoren und staatliche Fördergelder in die Finanzierung einbinden. Am 18. April 2011 hatte US-Energieminister Steven Chu der Projektgesellschaft eine „bedingte Zusage“ für Kreditgarantien in Höhe von 2,1 Milliarden US-Dollar angeboten. Diese Kreditgarantie ging mit der Umstellung von Solarthermie auf Photovoltaik verloren. Das Projekt wurde an die Firma Solarhybrid verkauft (diese ist seit 2012 insolvent).

## Aktie
Die Aktien sind seit dem 27. Juli 2005 in Deutschland im Freiverkehr notiert. Sie werden unter anderem an der Frankfurter Wertpapierbörse sowie in den automatischen Handelssystemen Xetra und Nasdaq geführt. Der Kurs stieg vom Einstiegskurs 10 Euro bis über 45 Euro im Herbst 2007. Nach einem Tiefstand bei 6,25 Euro Anfang März 2009 erreichte die Aktie am 11. Januar 2010 erneut den Spitzenwert von 45 Euro. Ende März 2010 stürzte die Aktie – teilweise wegen später widerlegter Kritiken an der Bilanz und angekündigter Vorstandsrücktritte – bis auf etwa 18 Euro ab.
Zum Bilanzstichtag 31. Oktober 2010 gab es 12.500.000 ausgegebene Aktien. Davon wurden 10 % von Organmitgliedern des Unternehmens gehalten; 40 % waren in der Hand institutioneller Investoren. Die restlichen 50 % der Aktien befanden sich im Streubesitz. Das Eigenkapital lautete zum 31. Oktober 2010 auf 127,2 Mio. Euro.
Am 3. November 2010 bot die Schweizer Beteiligungsgesellschaft iEnergy AG u. a. Aktionären der Solar Millennium insgesamt bis zu eine Million Aktien ihrer 50%igen Tochterfirma Smart Grids AG (zuvor: BRG Vermögensverwaltung AG) zum Tausch an. Dieses Angebot hätte rechnerisch zu einer Beteiligung am Grundkapital der Solar Millennium AG von höchstens 2,3 % geführt. Solar Millennium veröffentlichte zu diesem Angebot eine Stellungnahme. Die Aktionärsvereinigung WeserStrom warnte am 12. November 2010 vor der Annahme des Angebots, da es mit Risiken verbunden sei. Tatsächlich wurden nur rund 63.000 Smart Grids Aktien bei diesem Tauschgeschäft ausgegeben. Ähnliche Tauschangebote erfolgten am 30. August und 6. September 2011. Allerdings blieben die Aktien der Smart Grids AG weitgehend stabil, während die Aktien der Solar Millennium Anfang Oktober 2011 stark fielen. Derartige Tauschangebote richtete die iEnergy AG auch an Aktionäre zahlreicher weiterer Aktiengesellschaften, wie zum Beispiel des chinesischen Solarunternehmens Yingli.
Am 11. Oktober 2011 wurde schließlich bekannt, dass die Aktienkurse des Unternehmens nach oben manipuliert worden waren. Am 14. Oktober 2011 sank der Aktienkurs im XETRA auf einen historischen Tiefstand von 1,09 Euro. Der Verdacht auf Insiderhandel eines ehemaligen Mitarbeiters des Aufsichtsrates und die Auseinandersetzungen um den ehemaligen Vorstandsvorsitzenden Utz Claassen sowie das Ende des US-Engagements wirkten sich negativ auf das Vertrauen an der Börse aus.
Mit der Bekanntgabe des Insolvenzantrages am 21. Dezember 2011 sank die Aktie in den Bereich des Pennystock.

## Sonstiges
Das Geschäftsjahr des Unternehmens war nicht mit dem Kalenderjahr synchron, sondern ging vom 1. November bis zum 31. Oktober.
Vorstandsvorsitzender war vom 1. Januar 2011 bis zum 6. Oktober 2011 Christoph Wolff. Seine Vorgänger als Vorstandsvorsitzende waren Thomas Mayer und Utz Claassen. Die weiteren Vorstände waren Christian Beltle, Oliver Blamberger und Jan Withag.
Mit Datum vom 6. Oktober 2011 gab das Unternehmen bekannt:
- Vorstandsvorsitzender Christoph Wolff tritt auf eigenen Wunsch zurück.
- Jan Withag als neuer Vorstandsvorsitzender bestellt.
- Marc Van Herreweghe wird Mitglied des Aufsichtsrates.

Etwa zwei Wochen zuvor hatte Gründer Hannes Kuhn sein Mandat im Aufsichtsrat niedergelegt und das Unternehmen verlassen.

## Rechtsstreit mit Ex-Chef Claassen
Utz Claassen, der als Vorstandsvorsitzender eine Antrittsprämie von neun Millionen Euro erhalten hatte, beendete 2010 nach nur 74 Tagen seine Tätigkeit bei Solar Millennium. Claassen warf dem Konzern vor, bei den Vertragsverhandlungen mit Solar Millennium bewusst irregeführt worden zu sein. Auf dem Gerichtsweg forderte der Konzern seither die Rückzahlung der Neun-Millionen-Euro-Antrittsprämie. Claassen dagegen pochte auf die Rechtmäßigkeit seiner Kündigung und Prämie und klagte wiederum wegen Rufschädigung und auf Zahlung von Schadenersatz sowie eine Abfindung von rund sieben Millionen Euro.
Im April 2012 klagte Claassen vor einem Gericht in Kalifornien auf 265 Millionen US-Dollar Schadensersatz. Er begründet seine Klage mit einer vermeintlichen Rufschädigung durch Unternehmensvertreter.

## Verdacht des Insiderhandels
Die Bundesanstalt für Finanzdienstleistungsaufsicht (BaFin) prüft bei Solar Millennium den Vorwurf des Insiderhandels in Aktien des Unternehmens. Einem Bericht der Süddeutschen Zeitung zufolge soll Unternehmensgründer Hannes Kuhn Aktien gekauft haben, bevor die Verpflichtung von Claassen für einen Kurssprung sorgte.
Infolge der Berichterstattung verklagte Kuhn beteiligte Journalisten und die Süddeutsche Zeitung auf ca. 80 Millionen Euro Schadensersatz.

## Wesentliche Beteiligungen
Mit dem Verkauf der Beteiligung an Andasol 3 (26 %) an MAN Ferrostaal am 12. Juli 2012 ist auch die letzte Beteiligung erloschen.
Ehemalige Beteiligungen:
Technologie-Töchter:
- Flagsol GmbH (74,9 %)
- Smagsol GmbH (100 %)

Projektgesellschaften (Auswahl):
- Milenio Solar Desarrollo de Proyectos S.L., Spanien (100 %)
- Ibersol Kraftwerks GmbH, Spanien (100 %)
- Murciasol-1 Planta Solar Térmica S.L., Spanien (50 %)
- Termosolar de Albacete S.L., Spanien (34 %)
- Inner Mongolia STP Development Co. Ltd., China (50 %)

Beteiligungen:
- Solar Millennium Invest AG (100 %)
- Andasol Verwaltungs GmbH (100 %)

Kraftwerksbau:
- Solar Trust of America LLC (70 %) – Tochtergesellschaft in den USA (Gemeinschaftsunternehmen mit MAN Ferrostaal)